# Marphysa januarii
Marphysa januarii är en ringmaskart som först beskrevs av Grube 1881.  Marphysa januarii ingår i släktet Marphysa och familjen Eunicidae. Inga underarter finns listade i Catalogue of Life.